# جبال العلم
جبال العلم أو جبال علم عبس أو جبال علم بني رشيد هي سلسلة جبال تقع جنوب مدينة حائل إلى الوسط من المملكة العربية السعودية، وغرباً منها حرة بني رشيد وتعد الجبال من أهم المعالم الأثرية بمنطقة حائل حيث تضم عيون الصفا ونقوش تعود إلى العصر الجاهلي وما قبل الجاهلي ومباني سطحها الصخر وحيطانها الطين.